# Breathe Today
«Breathe Today» es el primer sencillo de Flyleaf. Esta es la primera canción y su primer video de su ep Flyleaf EP siendo su primer video que sacan. El video fue filmado en Halloween del 2004.
En ese mismo año salió en forma de demo luego relanzado en 2007 como la versión del álbum Flyleaf. 

## Posición en las listas
| Lista (2008)               | Posición |
| -------------------------- | -------- |
| Hot Mainstream Rock Tracks | 36       |